# Hybanthus racemiferus
Hybanthus racemiferus är en violväxtart som beskrevs av G. K. Schulze. Hybanthus racemiferus ingår i släktet Hybanthus och familjen violväxter. Inga underarter finns listade i Catalogue of Life.